# 중앙일보
1965년 9월 22일 삼성그룹의 창업주 이병철에 의해 창간되었고, 1999년 계열 분리 이후 독자 법인화되었다. 이후 홍석현에게 인수되었다. 2013년 한국ABC협회 집계에 따르면 유료 부수는 811,083부이며, 니혼게이자이신문(日本經濟新聞)와 뉴욕타임스(New York Times)와 제휴를 맺고 있다.
소재지는 2020년 10월 9일 이후, JTBC 사옥 옆에 신뢰관으로 서울특별시 마포구 상암산로 48-6에 위치하고 있다.

## 역사

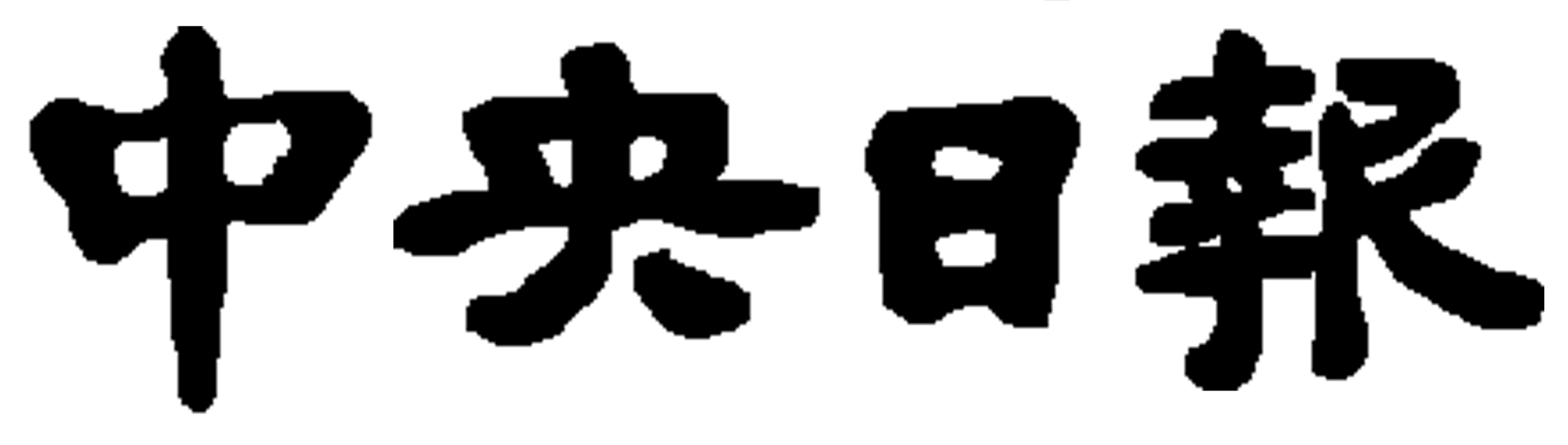
중앙일보 옛 로고

1965년 9월 22일 삼성그룹 창업주인 이병철이 창간하였다. 이병철은 그의 전기에서 《중앙일보》의 창간 배경이 "정치보다 더 강한 힘"으로 사회의 조화와 안정에 기여하기 위함이라고 밝힌 바 있다. 중앙일보사는 다른 신문사에서 기자들을 스카우트했는데, 이로 인해 가장 큰 타격을 입은 신문은 1964년 사주 장기영의 경제 부총리 입각으로 인해 하향세를 걷던 《한국일보》였다. 《한국일보》는 편집국 인원 25명과 업무, 광고 분야 인원 상당수를 잃었다.
이병철의 강력한 의지에 따라 서울 서소문동에 '중앙 매스컴 센터'라는 10층짜리 현대식 건물이 건립되고, 1965년 12월 1일을 기해 1964년 5월 9일 개국된 태평로 조선일보 건너편에 있던 '라디오 서울'(RSB), 한국은행 건너편 동화백화점에 있던 DTV, 그리고 새로 창간된 《중앙일보》가 이 중앙 매스컴 센터에 모두 모였다. 같은 해 12월 7일 중앙일보는 동양 라디오 및 동양 텔레비전을 통합 운영(동양방송)하였다. 그리하여 이름이 한때 중앙일보·동양방송으로 바뀌었다. 자매지로 《월간 중앙》, 《여성 중앙》, 《코스모폴리탄》, 《레몬트리》, 《쎄씨》, 《뉴스위크》한국판 등이 있다. 1974년 3월에 발행 부수가 50만부를 넘고, 1975년 9월 22일에 70만부를 넘었으며, 1978년 12월 12일에는 마침내 100만부를 돌파했다. 1980년 언론 통폐합 조치로 인해, 동양방송(TBC)이 폐국과 동시에 한국방송공사(KBS)에 흡수 및 합병되었다. 그와 함께 사명인 중앙일보·동양방송이 중앙일보사로 변경되었다.
1968년에는 《월간 중앙》이, 1984년에는 《이코노미스트》가 창간되었으며, 1991년에는 《뉴스위크》한국판을 창간하였다.
1999년에 제일 기획의 방송 사업 부문을 인수해 중앙방송을 출범하였고 삼성과의 계열 분리를 하였다. 2012년 한국ABC공사 집계에 따르면 하루 발행부수는 1,300,354부이다.주식회사 형태로 납부 자본금은 130억이고, 2020년 기준으로 대표는 박장희, 홍정도이다. 대한민국 내에 1,000개의 보급망(서비스센터)이 있고 미주에 법인 및 지사가 있다. 본사는 서울특별시 중구 서소문로 100에 있다. 2007년 3월 18일에는 대한민국 최초로 일요일에 배달되는 신문인 《중앙 SUNDAY》를 창간했고, 2009년 3월 16일에는 대판에서 베를리너판으로 판형을 바꿨다. 2010년 2월 27일에는 키자니아 서울 내에 '신문사' 체험관을 오픈하였다.

1965년부터 1985년까지 입주해있던 J빌딩 사옥. 2011년부터 2020년까지 다시 사용되었다.
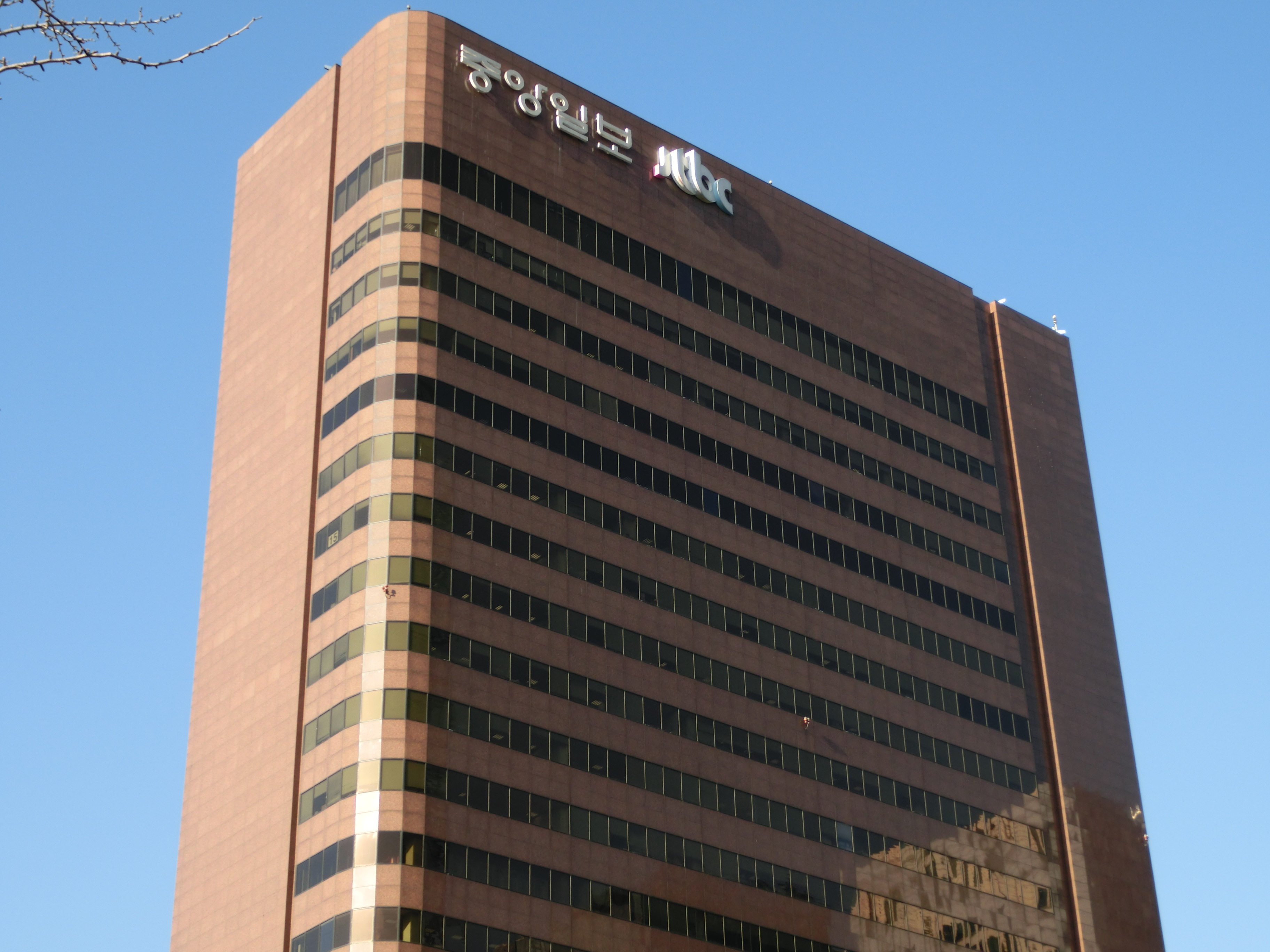
1985년부터 2011년까지의 사옥이다.
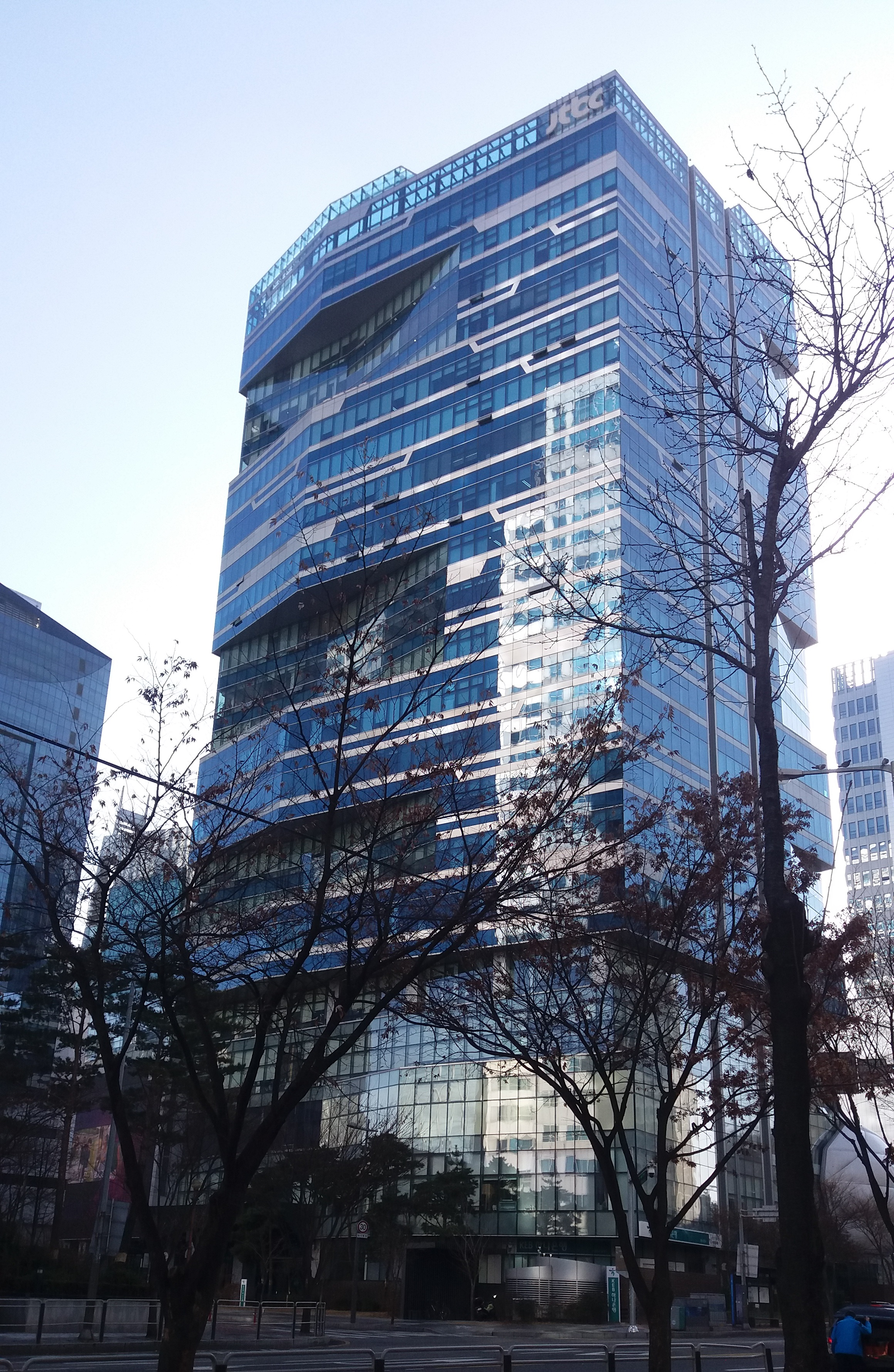
2020년에 입주한 사옥이다.

## 비판

### 미주중앙일보의 조센징 암컷 표기사건
국제면에서는 친중, 또는 중국에 대한 높은 관심을 보이는 경향이 있다. 일단 중앙일보 내에 '중국연구소'라는 기관이 있고, 이 중국연구소에서는 네이버와 협업으로 차이나랩이라는 벤쳐기업도 운영 중이다.
일례로 중앙일보가 중국연구소를 출범시킨 것이 2007년이었는데, 이 때가 마침 중국의 급격한 경제 성장 시기를 타고 해외 자본이 대거 몰려들던 시기였다. 결국 신문의 주된 광고주인 기업들의 이익에 부응하는 움직임이었다는 것.
최근 미주중앙일보의 해킹 추정 혐한 보도 사건과도 관련있지 않는가라는 주장도 있다. "조센징 암컷" "조센징 화장 살처분" 등 인종비하 문제가 일어난 것. 물론 미주중앙일보와 중앙일보는 다른 법인이지만, 어디까지니 중앙일보가 100% 소유하고 있는 자회사이다. 미주중앙일보 사장이던 박장희가 중앙일보 본사의 대표이사로 곧바로 발탁되었을 정도.

### 삼성과의 관계
1966년 삼성의 사카린 밀수 사건에 대해 타 언론이 연일 비판 보도를 할 때 유독 중앙일보만 “사실과 다르다”는 기사를 실었다. 박정희 대통령이 나서서 왜곡보도가 심각하다면서 재벌의 언론 소유를 금지해야 한다는 발언에 하루 만에 이병철 회장은 기자회견을 열어 한국 비료를 국가에 바치고 언론에 손을 떼겠다고 밝히고 중앙일보 대신 다른 언론에 사과문을 게재했다. 이후에도 《중앙일보》는 삼성의 편법 경영 승계, 삼성 X-파일, 김용철 변호사의 삼성 그룹 비자금 폭로 사건 등을 축소 보도했고, 지난 2005년 X-파일 사건 때는《중앙일보》기자들이 타 언론사 기자들을 밀치는 등 취재를 방해했다는 비판이 있다.

## 지면
- 주5일제 신문을 발행한다.
- 매주 주말 신문 발행하지 않고[9], 온라인 서비스를 계속한다.
  - 종합뉴스 섹션은 평일에 싣는다.
  - E : 경제 섹션은 중앙경제에서 평일을 싣는다.
  - F·S 이상 : 별도에 기타 · 생활 정보 섹션은 싣는다.
- 매주 토요일은 중앙SUNDAY을 싣는다.

## 조인스 프라임
중앙일보는 디지털 매거진 서비스 조인스 프라임을 운영하고 있다.

### 제공 매체
조인스 프라임은 10개 카테고리, 126종의 매거진을 제공하고 있다.('19년 3월 기준)

| 카테고리      | 매체 |
| ------------- | --- |
| 신문          | 중앙일보, 중앙SUNDAY, 코리아중앙데일리, 미주 중앙일보, 일간스포츠(현재 이데일리M에서 발행), 여행신문 등     |
| 패션/뷰티     | 맥심, 에스콰이어, 맥스큐, 코스모폴리탄, 대학내일, 맨즈헬스, 바자, 퀸, 엘르, 헤렌 등                         |
| 만화          | 신의 물방울, 미스터 초밥왕, 이니셜D, 챔프D, 코믹진 점프 등                                                  |
| 경제/경영     | 이코노미스트(현재 이데일리M에서 발행), 포브스코리아, 월간중앙, 머니S, 이코노믹리뷰, 포춘코리아, 월간식당 등 |
| 취미/건강     | 카라이프, 골프매거진, 자전거생활, 월간 플래툰, 월간낚시21, 플로라, 포포투, 테니스코리아 등                  |
| 인문/사회     | 디지털인사이트, 파퓰러사이언스, 유레카, 스켑틱, 친디아플러스, 시사오늘, 살맛나는세상 등                     |
| 리빙/인테리어 | 전원속의 내집, 건축세계, 인테리어월드, 어라운드, 월간웨딩21, 이하우징, 레몬트리 등                          |
| 여행          | 트래비, 어라운드, 투어코리아, 뚜르드몽드, 도어 DOR, 서울사랑, 땅과사람들, 호텔아비아, 스트리트H 등          |
| 예술/대중문화 | 씨네21, CA, 월간미술, 음악저널, 아츠앤컬쳐, 씬플레이빌, 월간 리뷰, 국립극장 미르 등                         |
| 교육          | 위매거진, 월간 에듀클래식, 소년중앙, 밥매거진, 음악쟁이, 씽크 잉글리쉬, 내친구서울 등                       |

### 상품 정보
| 구분                           | 상품타입 | 판매가격           |
| ------------------------------ | -------- | ------------------ |
| 일반 회원                      | 정기결제 | 20,000원           |
| 일반 회원                      | 1년 구독 | 240,000원          |
| 중앙멤버십 회원(중앙일보 독자) | 정기결제 | 6,900원            |
| 중앙멤버십 회원(중앙일보 독자) | 1년 구독 | 75,900원           |
| 중앙멤버십 회원(중앙일보 독자) | 2년 구독 | 99,900원 151,800원 |

## 외부 기고자
- 송호근 포스텍 인문사회학 부장
- 정재승 카이스트 바이오 및 뇌공학과 교수
- 캐슬린 스티븐스 전 주한미국대사, 한미경제연구소장
- 이재민 서울대학교 법학전문대학원 교수
- 장훈 중앙대학교 교수
- 박원호 서울대학교 정치학 교수
- 조영태 서울대학교 인구학 교수
- 이종화 고려대학교 경제학 교수
- 서현 건축가, 한양대학교 교수
- 최종학 서울대학교 경영학 교수
- 위성락 전 한반도 평화교섭본부장, 전 주 러시아 대사
- 박명림 연세대학교 정치학 교수
- 김병연 서울대학교 경제학부 교수
- 이건용 작곡가
- 오민석 시인, 문학평론가
- 송인한 연세대학교 사회복지학 교수
- 혜민 스님
- 정강명 소설가
- 최인철 서울대학교 심리학과 교수
- 문태준 시인
- 마이클 그린 국제전략문제연구소(CSIS) 선임부소장
- 스테판 해거드 샌디에이고 캘리포니아대 UCSD 석좌교수
- 존 에버라드 전 평양 주재 영국대사
- 자크 아탈리 아탈리 에 아소시에 대표, 플래닛 파이낸스 회장
- 최범 디자인평론가
- 이희수 한양대학교 문화인류학 교수
- 김기흥 포스텍 인문사회학 교수
- 최공필 금융감독원 블록체인지 자문단장
- 김정기 한양대학교 신문방송학 교수
- 문영호 변호사
- 문병로 서울대학교 컴퓨터공학부 교수
- 김병필 카이스트 기술경영학부 교수
- 임재준 서울대학교 호흡기내과 교수

## 계열사

### 중앙SUNDAY
《중앙 SUNDAY》는 중앙일보사가 대한민국에서 일요일에 발행하는 신문이다. 2007년 3월 18일에 창간되었다. 2008년 1월 판형을 기존 판형의 72% 크기로 줄인 베를리너 판형으로 바꾸었으며, 2010년 9월 19일자 제184호는 추석과 중앙일보 창간 45주년을 맞이하여 중앙일보 전 독자에게 배포하였다.

### 방송관계사
- JTBC
- JTBC2
- JTBC GOLF&SPORTS
- JTBC GOLF
- JTBC4
- JTBC 미디어컴
- JBC (미주 중앙일보 소유 라디오 방송국.LA-AM1230,애틀랜타-AM1310)(2011년 2월 방송 송출을 중단하였다.)

### 중앙일보 시사 매거진
- 월간 중앙
- 포브스 코리아

### 드라마 제작사
- 드라마하우스

### 제이콘텐트리
- 메가박스

### 미주 중앙일보
중앙일보는 미주 6개지역(LA, 뉴욕, 워싱턴, 시카고, 애틀랜타, 샌프란시스코)에서 직영으로 발행되고 있다. 1개 지주회사 산하에 4개(LA,뉴욕, 워싱턴, 시카고) 지역법인과 2개의 총국(애틀랜타, 샌프란시스코)이 있으면 1개 계열사 (조인스아메리카)로 조직되어 있다. 시애틀, 댈러스, 토론토, 밴쿠버 등 4개 도시에서는 프랜차이즈 형태로 발간되고 있으며 샌디에이고에도 프랜차이즈 지사가 있으나 별도 제작을 하지 않고 독자들에게 LA판 신문을 똑같이 제공하고 있다. 미주중앙일보는 1974년 LA에서 첫 발행되었고 현재 전 미주에 걸쳐 하루 25만부가 발행되고 있다. 신문은 미주 현지의 뉴스를 담은 로컬신문과 한국 중앙일보를 실은 한국판으로 구성되며 미주에서 가장 큰 한글 매체이다. 미주 중앙일보의 영문 제호는 The Korea Daily이고 홈페이지는 www.koreadaily.com이다

### JTBC PLUS
- 여성 중앙(1970~2018.1)
- 쎄씨(~2018.8)
- 레몬트리
- 슈어
- 헤렌(~2018.8)
- 인스타일(코리아)(2018년 3월까지 )
- 코스모폴리탄
- 엘르
- 에스콰이어
- 바자

### 중앙일보 제이큐브 인터랙티브
중앙일보 온라인. 중앙일보 온라인사업(중앙일보,JTBC,일간스포츠,CNN한글뉴스,IHT(International Herald Tribune)-Joongang Daily)개발,운영. 포털(JoinsMSN)사업으로 2010년 10월부터 미국 Microsoft와 제휴하고 MSN 서비스는 공식적으로 joinsMSN으로 변경사용하였고 2013년 7월 1일 제휴 청산. 사명을 조인스닷컴에서 제이큐브 인터랙티브(JCube Interactive Inc)로 변경하였으며, 현재는 중앙일보(www.joongang.co.kr)

### 허스트 중앙
미국 허스트와 합작한 법인
- 코스모폴리탄 한국판
- 엘르 한국판
- J Look

### 중앙북스
중앙일보의 출판법인

### 중앙일보 조인스랜드
중앙일보의 부동산 정보 사업법인
- 주간 조인스랜드

### 동양방송
중앙일보의 옛 계열사. 1980년 언론통폐합으로 KBS에 강제 통합되었다.

## 같이 보기
| - 중앙일보 미주법인 - 조중동 - 중앙그룹 - 삼성그룹 - 대통령배 전국고교야구대회 - 랜덤 하우스 코리아 - 중앙일보 시사 미디어 - 동양방송 - 중앙방송 | - 바둑 - 이병철 - 홍석현 - 홍라희 - 손석희 - 조선일보 - 동아일보 - 문화일보 | - 한국일보 - 경향신문 |